# Фелука (ветроход)
Фелу́ка (остар. фелю́ка, прост. фелю́га, на италиански: feluca, от на арабски: فلوكة) – неголям палубен плавателен съд с коси ветрила във формата на триъгълник със срязан ъгъл; ветрилото се поставя на две реи. Този съд се среща във военните и търговските флотове на Средиземно море; например гръцките пирати предпочитали фелуките заради тяхната скорост и маневреност.
Военната фелука се въоръжава с 6 – 8 неголеми оръдия на горната палуба. Фелуките имат висока палуба, остроконечен нос и ветрилно стъкмяване, сходно с галерното. Газенето на фелуките е не повече от един метър. Има случаи фелуки да се носят от по-големи кораби и да се използват като бързоходни куриерски съдове. Съвременните фелуки често имат двигатели.
Обикновено фелуката може да превозва около десет пътника и се обслужва от екипаж двама – трима души.

## Галерия
- Ветрилно стъкмяване на фелука
- Фелуки на река Нил около 1880-те г.
- Фелуки на рибарската стоянка на Юниън стрийт, Сан Франциско, Калифорния през 1891 г.